# Chloé Crabbé
Pour les articles homonymes, voir Crabbe.
Chloé Crabbe, née le 29 juillet 2005 à Etterbeek, est une joueuse professionnelle de squash représentant la Belgique. Elle atteint en mai 2023 la 271e place mondiale sur le circuit international, son meilleur classement. Elle est championne de Belgique en 2022 et 2023.

## Biographie
Son père Alain Crabbé est un joueur de squash, ancien top 10 belge et toute petite, elle fréquente les terrains de squash. En 2022, elle crée la surprise en devenant championne de Belgique en l'absence des sœurs Gilis. En 2024, elle est championne d'Europe par équipes avec les sœurs Nele et Tinne Gilis et Marie van Riet.

## Palmarès

### Titres
- Championnats de Belgique : 2 titres (2022, 2023)
- Championnats d'Europe par équipes : 2024

### Finales
- Championnats d'Europe par équipes : 2025